# Ogawamachi (metropolitana di Tokyo)
La stazione di Ogawamachi (小川町駅?, Ogawamachi-eki) è una stazione della metropolitana di Tokyo che si trova a Chiyoda. La stazione è servita dalla linea Shinjuku della Toei, ed è collegata a quelle di Awajichō (linea Marunouchi) e Shin-Ochanomizu (linea Chiyoda).